# Celle
Celle (IPA: [ʦɛlə]) város Németországban, Alsó-Szászországban, a  Celle kerületben, mintegy 72 000 lakosa van.

## Fekvése

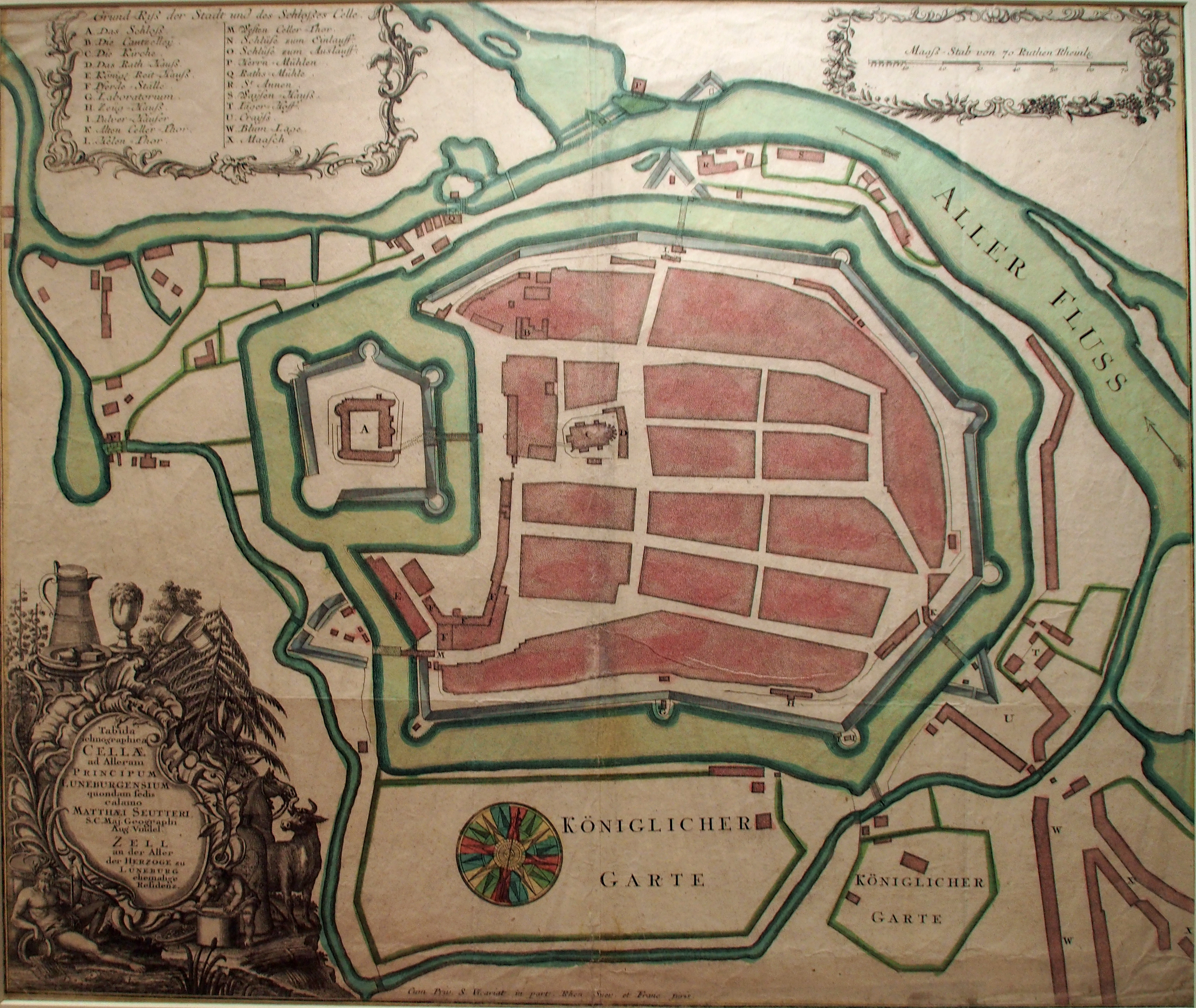
Celle térképe 1740-ből

Braunschweigtől 65 km-re északnyugatra, Hannovertől 40 km-re északkeletre, míg Hamburgtól 120 km-re délre fekszik az Aller folyó mentén, a Lüneburger Heide déli nyúlványainál. Az Unteraller és az Oberaller folyó és annak csatorna-hálózata fogja közre, és ez táplálja a kastélya körüli vizesárkot is.

## Története

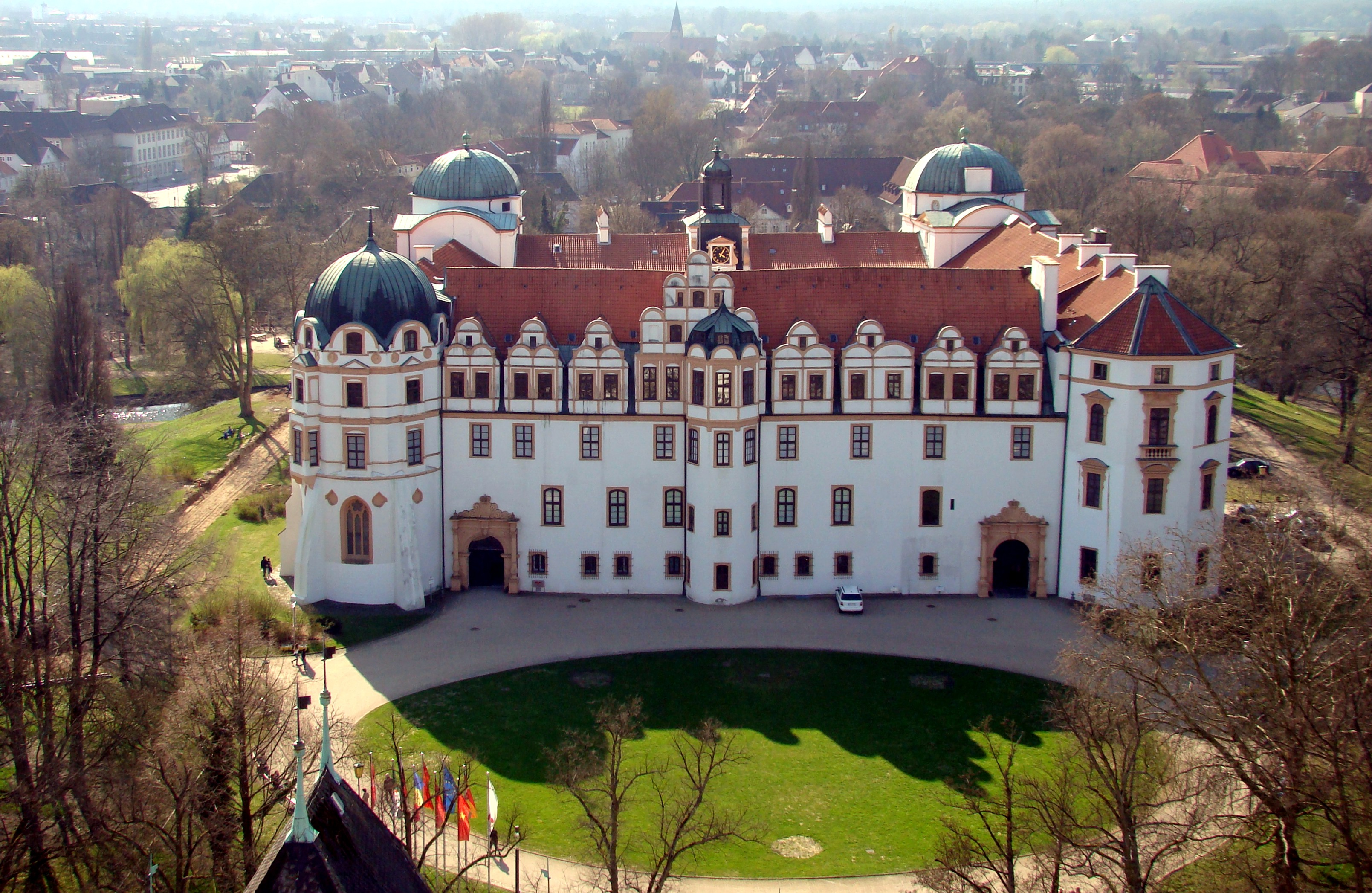
A kastély épülete

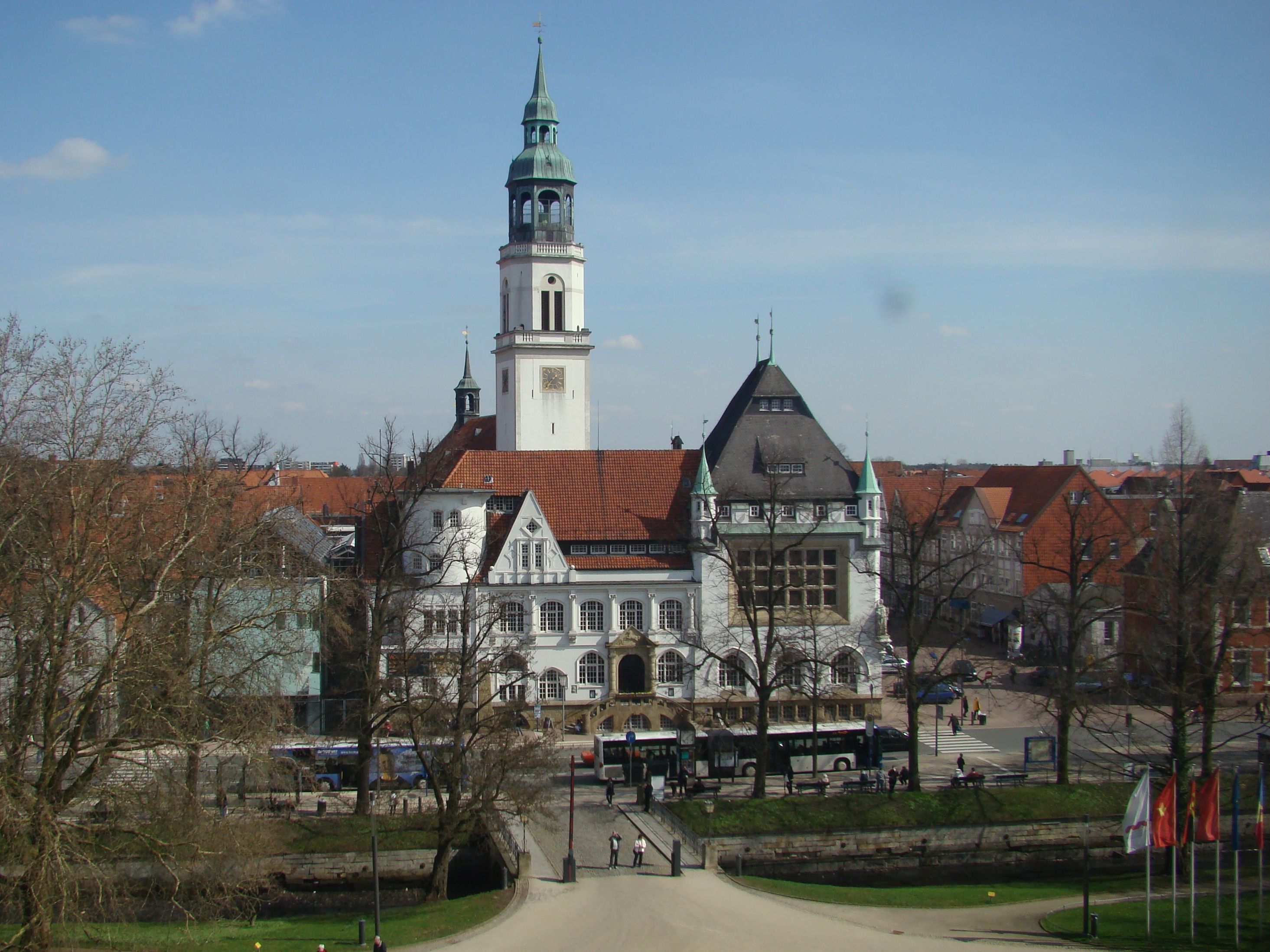
A múzeum

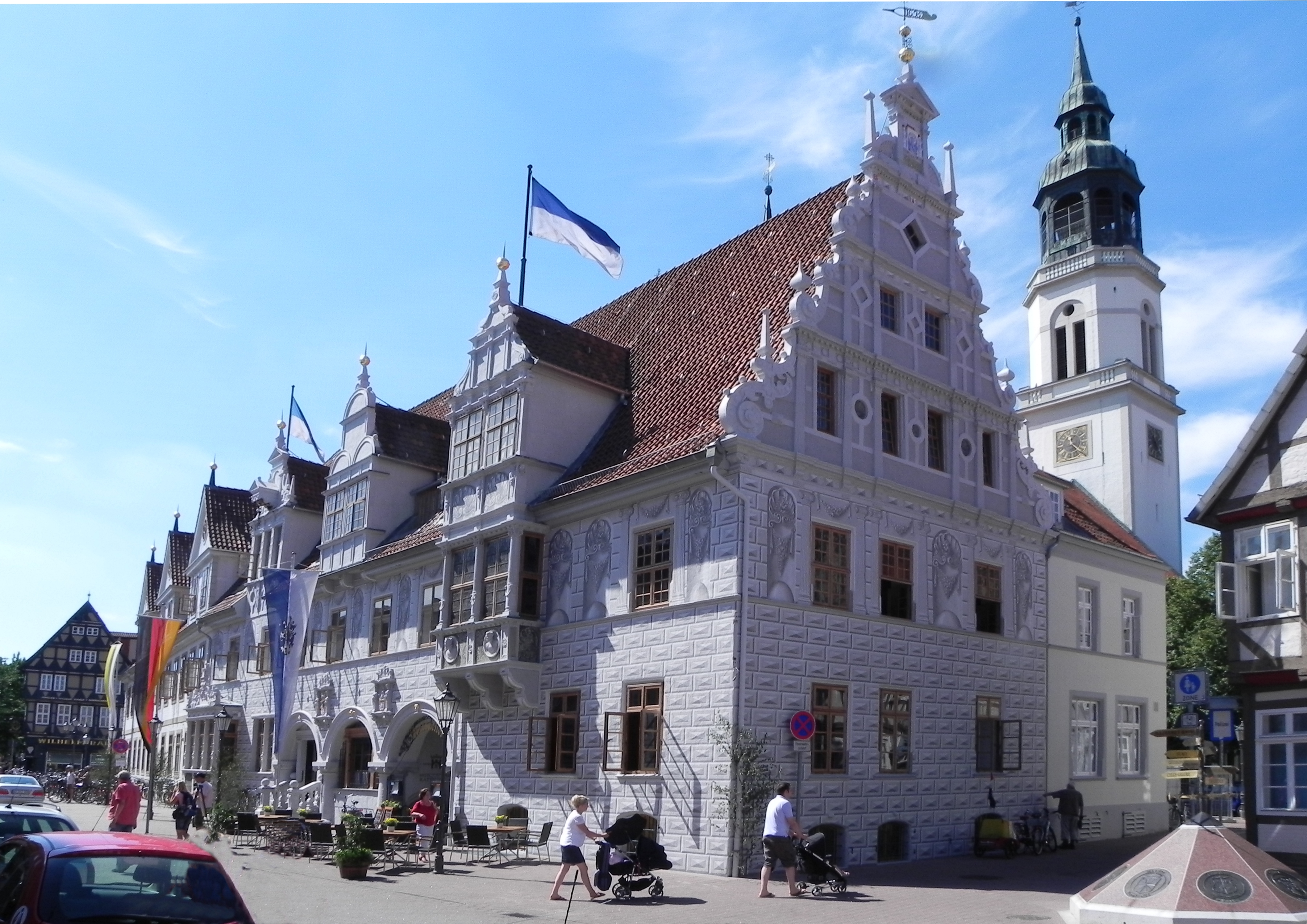
A régi városháza

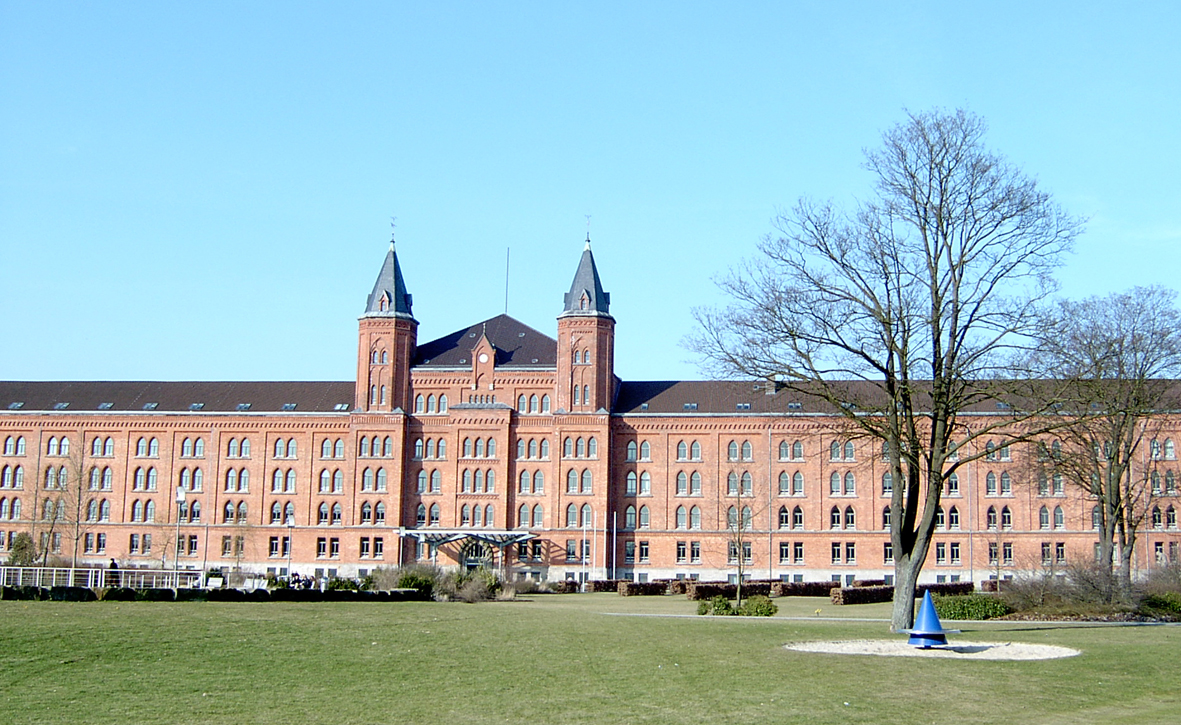
Az új városháza

Nevét 985-ben említették először. A 11. században már pénzverési joga is volt. Altencelle az 1800-as évek végén, 1900-as évek elején a Brunon család birtokaihoz tartozott, és az ő kastélyuk körül alakult ki a későbbi település is, melyet még Erős Ottó herceg kezdett el építeni a családi kastélytól 3 km-re. A helység 1378-tól 1705-ig a lüneburgi hercegi családok rezidenciája volt. A callenbergi hercegséggel való területegyesítéskor a hannoveri ház birtokaihoz csatolták. 1886-ban porosz fennhatóság alá került.
A város fejlődése a 19. századi iparosítással indult meg. Ma a tartományi bíróság székhelye, van ipari-, kereskedelmi kamarája és népfőiskolája is.

## Gazdasága
Celle fő iparágai közé tartozik a festékgyártás, az olajipart szolgáló acélgyártás, és az élelmiszergyártás.
Ipari vállalatai: gépészeti, geológiai fúrás és olajmérnöki (Baker Hughes, Halliburton elektronika, élelmiszer-és fémmegmunkálás, fa- és műanyagfeldolgozás, fúrómesteriskola), őshonosak. Ezen kívül, nyomdafestékgyártás (Man Steinberg), papírfeldolgozás (Werner Achilles fényes fóliával Kaschieranstalt GmbH) és hangszergyártás (beleértve Moeck). Fontos ágazata a turizmus is.

## Oktatás
Celle általánosabb képzést nyújtó iskolái: három középiskola (Westercelle, Heese, Castle Road), hat általános és középiskola. Emellett négy szakiskola, valamint gimnáziumok.

## Itt születtek, itt éltek
- Jacob Dammann (1534-1591) – evangélikus lelkész
- Johann Christian Bacmeister (1662-1717) – jogász
- Sophie Dorothea von Braunschweig-Lüneburg (1666-1726) – Ahlden hercegnője
- Lucas Bacmeister (1672-1748) – evangélikus teológus
- Johann Franz Capellini Wickenburg (1677-1752) – tanácsos, a „Thesaurus Palatinus” szerzője
- Ernst von Gemmingen-Hornberg (1759-1813) – diplomata és zeneszerző
- August Peter Julius du Menil (1777-1852) – kémikus
- Carl Heinrich Wünsch (1779-1855) – építész
- Ernst Schulze (1789-1817) – költő
- Friedrich Wilhelm Rettberg (1805-1849) – protestáns teológus és egyháztörténész
- Karl Goedeke (1814-1887) – irodalomtörténész
- Karl Lueder (1834-1895) – ügyvéd, egyetemi tanár
- Wilhelm Hauer (1836-1905) – építész
- Ferdinand Hartz (1838-1906) – szobrászművész
- Gudehus Heinrich (1842-1909) – tenor
- Rudolf Hermann (1860-1935) – festőművész
- Emil Ernst Herzfeld (1879-1948) – régész, orientalista és epigrafista; társalapítója a közel-keleti és iszlám régészetnek, építészetnek és művészettörténetnek
- Otto Wolff (1879-1920) – német fotós és vállalkozó
- Robert Lehr (1883-1956) – politikus (DNVP, CDU)
- Theodor Krueger (1891-1966) – zenepedagógus, kórusvezető, zongorista, zeneszerző, író
- Roland Freisler (1893-1945) – jogász és politikus (NSDAP)
- Johannes Schulze (1901-1980) – evangélikus teológus
- Fritz Timme (1903-1976) – történész, egyetemi tanár
- Augustus Schirmer(1905-1948) – építész, mérnök
- Endrik Wottrich (1964-2017) – tenor
- Marianne Schubart Vibach (1921-) – színésznő, rendező és forgatókönyvíró
- Irma Blank (1934-) – festő és grafikus
- Klaus Fred Hagen (1947-) – fizikus
- Eckart Birnstiel (1947-) – történész
- Oskar Ansull (Uwe Quast) (1950-) – író
- Harald Bergmann (1963-) – filmrendező, producer
- Merle Frohms (1995-) – labdarúgó

## Galéria

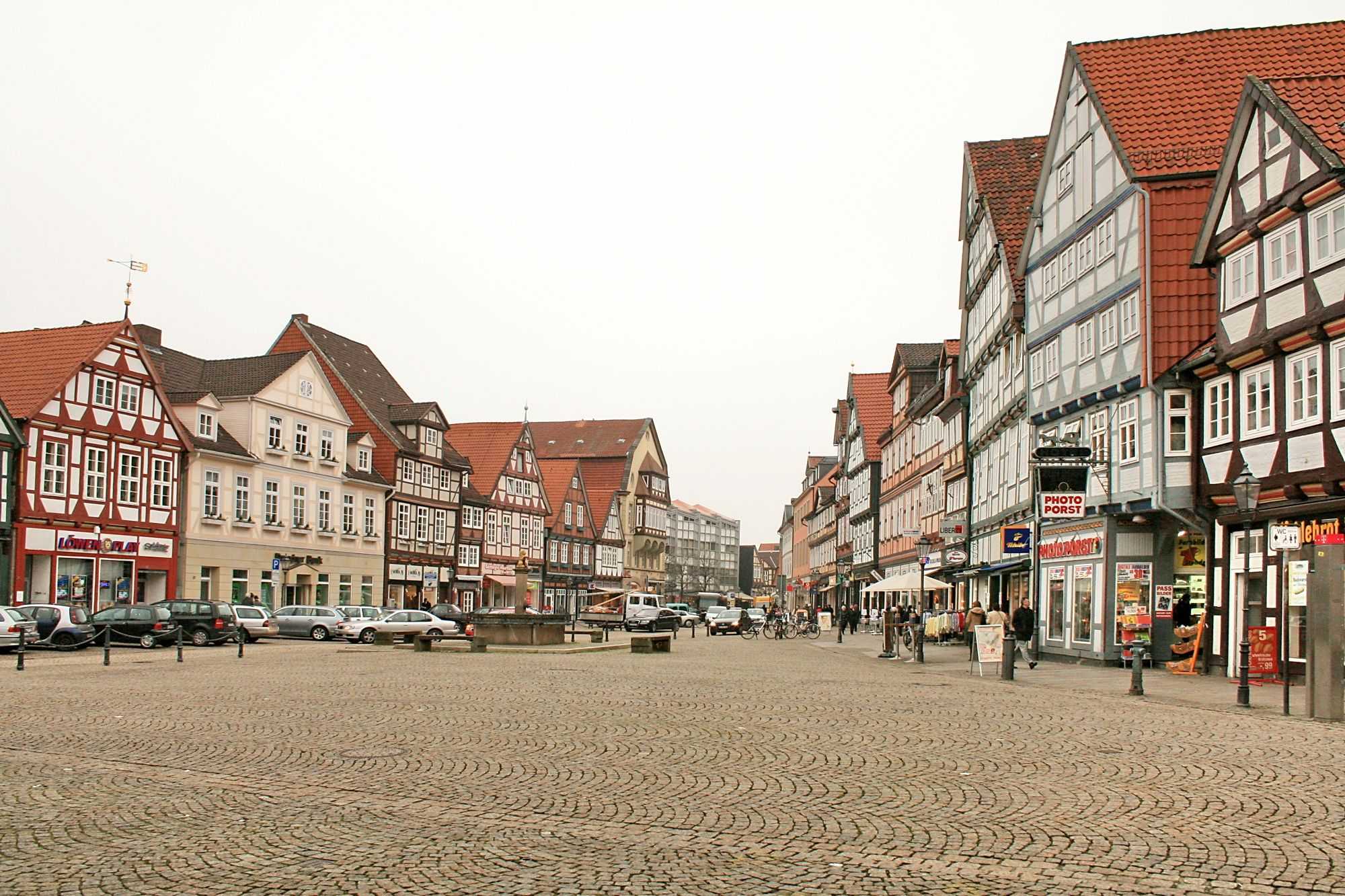
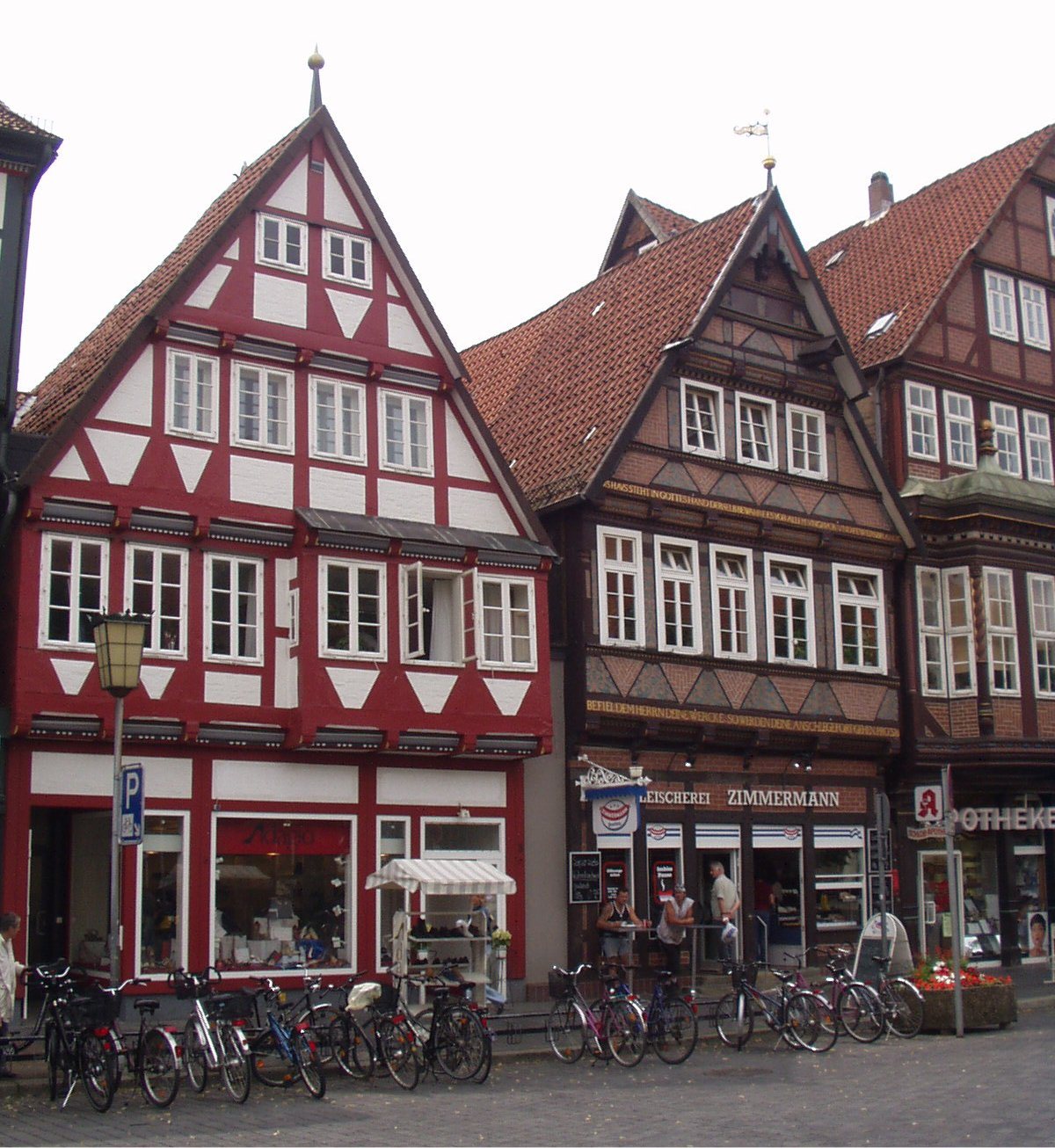
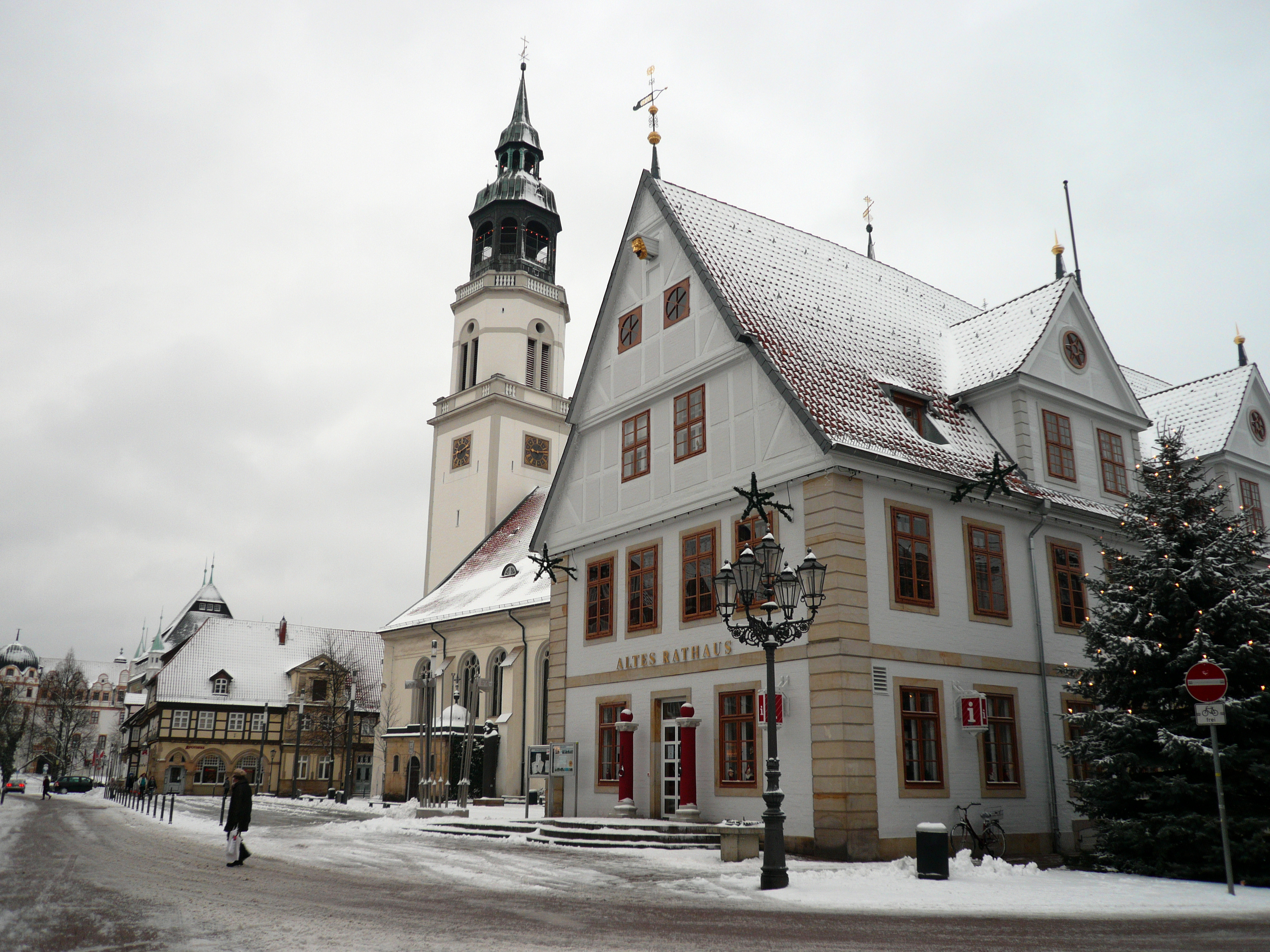
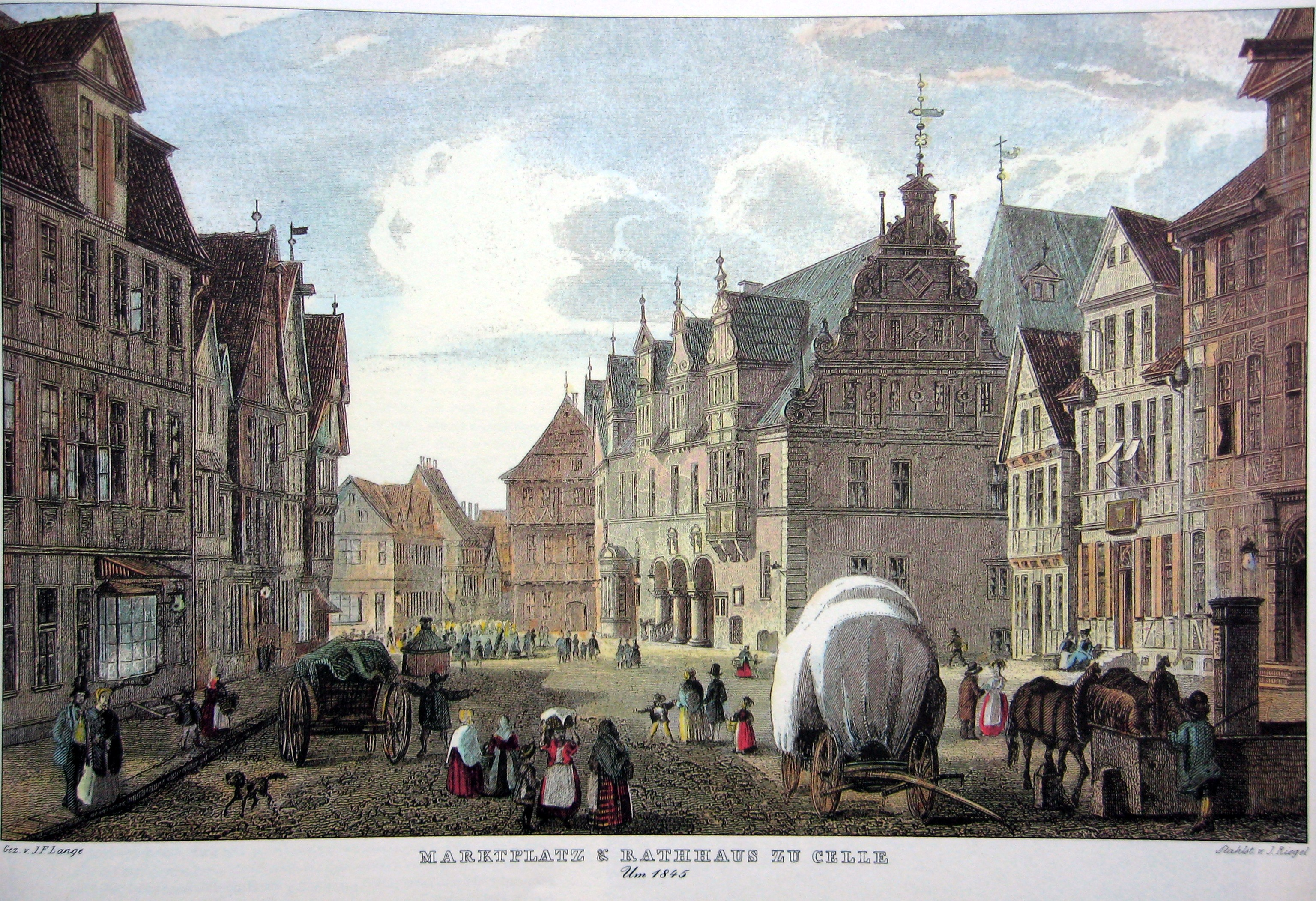